# لوبوف وولوسووا
لوبوف وولوسووا (روسی: Любовь Михайловна Волосова؛ زادهٔ ۱۶ اوت ۱۹۸۲) کشتی‌گیر زن اهل روسیه است.